# 마쓰다이라 마사카타 (아이즈 마쓰다이라가)

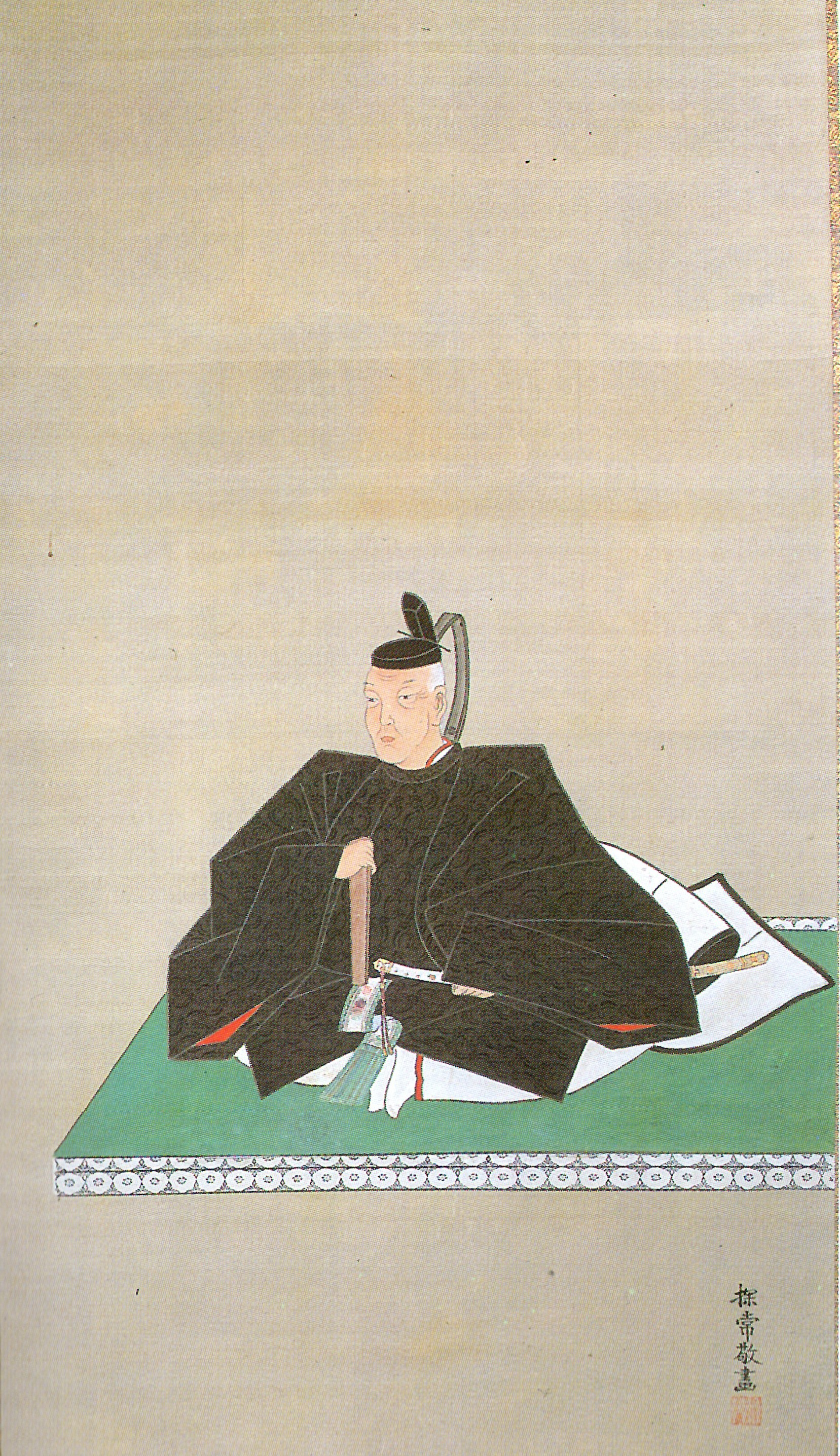
마쓰다이라 마사카타

마쓰다이라 마사카타(일본어: 松平正容, 1669년 3월 1일 ~ 1731년 10월 10일)는 에도 시대 전기의 다이묘이다. 아이즈번 제3대 번주를 지냈다. 마쓰다이라성을 사용하기 전엔 호시나 마사노부(保科正信)로 불렸다.

## 생애
간분 9년(1669년), 아이즈 번의 초대 번주 호시나 마사유키의 여섯째 아들로 태어나서, 형 호시나 마사쓰네의 양자가 되었다. 덴나 원년(1681년), 형 마사쓰네가 은거하자 그 뒤를 이어 번주직에 올랐고, 종4위하 시종 히고노카미에 서임되었다.
겐로쿠 9년(1696년) 12월 9일, 마쓰다이라성(姓)과 후타바아오이 문장의 영구 사용을 허락받았다. 이때부터 호시나 마사카타는 마쓰다이라 마사카타로 개명하였고, 호시나 마쓰다이라 가문은 명실공히 도쿠가와 일문으로 대우받게 되었다. 쇼토쿠 2년(1712년)에 정4위하, 중장으로 승진하였다.
번주로 재직중이던 교호 16년(1731년)에 사망하였고, 맏아들 마사쿠니, 셋째 아들 마사모토가 모두 일찍 사망하여서, 여덟째 아들 가타사다가 그 뒤를 이었다.
| 전임 호시나 마사쓰네 | 호시나가 당주 1669년 ~ 1696년 | 후임 마쓰다이라씨로 개성 |

| 전임 (호시나 마사쓰네) | 아이즈 마쓰다이라가 당주 1696년 ~ 1731년 | 후임 마쓰다이라 가타사다 |

| 전임 호시나 마사쓰네 | 제3대 아이즈번 번주 (호시나 마쓰다이라가) 1681년 ~ 1731년 | 후임 마쓰다이라 가타사다 |